# Beautiful Eyes
Beautiful Eyes je drugi EP američke kantautorice Taylor Swift objavljen 15. srpnja 2008. godine u izdanju Big Machine Recordsa. EP se isključivo prodavao u Wal-Martu. Limitirani EP sadrži alternativne verzije ponekih pjesama koje se nalaze na albumu Taylor Swift iz 2006. godine te dvije nove skladbe koje je još napisala za prvi album "Beautiful Eyes" i "I Heart ?"; DVD na kojemu su svi vedeospotovi s album Taylor Swift također je objavljen.
Beautiful Eyes se plasirao na devetoj poziciji ljestvice Billboard 200 te na prvom mjestu američke country ljestvice kao i njen debitanski album. Pjesma "I Heart ?" objavljena je kao promotivni singl u lipnju 2008. godine. EP nije bio promoviran, pjesme je izvela na nekim gažama i koncertima.

## Pozadina
Nakon izlaska njenog debitanskog albuma Taylor Swift (2006.) Swift je postala poznati glazbenik. 2007. počela je raditi na drugom albumu Fearless. U to vrijeme, dobila je dosta e-mailova od svojih fanova koji su tražili novi materijal, pa je tako Swift odlučila da izda EP.
Swift nije htjela da se Beautiful Eyes da prizna kao njen drugi album pa se udružila s američkim lancem trgovina Wal-Mart da se EP prodaje samo u njihovim trgovinama.

## Uspjeh albuma
Krajem tjedna, 2 kolovoza 2008. godine Beautiful Eyes je debitirao na devetoj poziciji američke ljestvice albuma Billboard 200 s prodanih 45 000 kopija. EP se ukupno zadržao dvadeset tjedana na ljestvici Billboard 200. Istog tjedna EP je debitirao na prvoj poziciji ljestvice Top Country Albums, čime je prošla svoj vlastiti album Taylor Swift kako bi došla do broja jedan. S Taylor Swift koji se nalazio na drugoj poziciji Swift je postala prvi izvođač koji je imao dva albuma na prvim pozicijama Top Country Albums ljestvice. Posljednja kojoj je to uspjelo bila je LeAnn Rimes koja je 2007. godine imala albume Blue i Unchained Melody: The Early Years na ljestvici. Sljedećeg tjedna album je pao do druge pozicije i ukupno je proveo 28 tjedana na ljestvici Top Country Albums. Do 2011. Beautiful Eyes je prodan u 257,000 kopija u SAD-u

## Popis pjesama
| Br. | Skladba                                      | Tekstopisac                                         | Trajanje |
| --- | -------------------------------------------- | --------------------------------------------------- | -------- |
| 1.  | »Beautiful Eyes«                             | Taylor Swift                                        | 2:56     |
| 2.  | »Should've Said No« (alternativna verzija)   | Taylor Swift                                        | 3:46     |
| 3.  | »Teardrops on My Guitar« (akustična verzija) | Taylor Swift, Liz Rose                              | 2:55     |
| 4.  | »Picture to Burn«                            | Taylor Swift, Liz Rose                              | 2:54     |
| 5.  | »I'm Only Me When I'm With You«              | Taylor Swift, Robert Ellis Orrall, Angelo Petraglia | 3:31     |
| 6.  | »I Heart?«                                   | Taylor Swift                                        | 2:34     |

## Ljestvice
| Ljestvice (2008.)      | Najviša pozicija |
| ---------------------- | ---------------- |
| SAD Billboard 200      | 9                |
| SAD Top Country Albums | 1                |

| Ljestvica (2008.) | Najviša pozicija |
| ----------------- | ---------------- |
| SAD Billboard 200 | 192              |